# Liste der Stolpersteine in Sankt Augustin
In der Liste der Stolpersteine in Sankt Augustin werden die vorhandenen Stolpersteine aufgeführt, die im Rahmen des Projektes  des Künstlers Gunter Demnig in der Stadt Sankt Augustin im Rhein-Sieg-Kreis verlegt worden sind.

## Sankt Augustin – Menden
| Stolperstein | Übersetzung | Verlegeort                                          | Name, Leben |
| ------------ | --- | --------------------------------------------------- | --- |
|              | HIER WOHNTE JOHANN KURSCHEIDT JG. 1901 INTERNIERT 1944 KÖLN-MÜNGERSDORF ZWANGSARBEIT WITZENHAUSEN BEFREIT                                                     | Von-Galen-Straße 3 (Standort)                       | Johann Kurscheidt (1901–1980) |
|              | HIER WOHNTE KAROLINE KURSCHEIDT GEB. HERZ JG. 1898 INTERNIERT 1944 KÖLN-MÜNGERSDORF ZWANGSARBEIT HESSISCH LICHTENAU BEFREIT                                   | Von-Galen-Straße 3 (Standort)                       | Karoline Kurscheidt geb. Herz wurde am 8. Dezember 1898 in Geislar geboren. Sie war das sechstes von acht Kindern von Hermann Herz (1856–1923) und dessen Ehefrau Gudula geb. Horn (1857–1926). Viele Mitglieder der Familie arbeiteten als Viehhändler bzw. Metzger. Sie war die einzige sogenannte „Volljüdin“ im damaligen Amt Menden, die die NS-Zeit überleben konnte. Sie hatte 1928 Johann Kurscheidt geheiratet, einen Katholiken, und war zugleich zum Katholizismus übergetreten. Das Paar bekam ein Kind, Wilhelm (1930–2008), welches getauft wurde. Sie besorgte den Haushalt und arbeitete als Putzmacherin. Trotz Religionsübertritts wurde sie von der NS-Bürokratie als Jüdin angesehen, lebte jedoch in einer sogenannten „privilegierten Mischehe“. Die aufrechte Ehe rettete ihr das Leben, bewahrte sie jedoch nicht vor Zwangsarbeit, die sie und ihr Ehemann ab September 1944 verrichten mussten. Nach dem Untergang des NS-Regimes kehrte sie in ihre Heimatstadt zurück und besuchte regelmäßig den Gottesdienst. Sie bekam drei Enkelkinder. Karoline Kurscheidt starb am 27. März 1970 in Sankt Augustin. Von ihren zahlreichen Verwandten scheint nur ihre Schwester Selma, die bereits in den 1930er Jahren in die USA emigriert war, den Holocaust überlebt zu haben. |
|              | HIER WOHNTE ELISABETH NICOLAY JG. 1919 ALS 'ASOZIAL' STIGMATISIERT MEHRMALS VERHAFTET 1944 KZ RAVENSBRÜCK ZWANGSARBEIT DRESDEN 1945 PIRNA SCHICKSAL UNBEKANNT | Hindenburgstraße 81 heute: Siegstraße 79 (Standort) | Elisabeth Nicolay wurde am 27. Juni 1919 in Obermenden geboren. Sie war das erste Kind von Michael Nicolay (1893–1976) und dessen Ehefrau Christina Bürling (1891–1965). Der Vater stammte aus Dörsdorf im Kreis Saarlouis, die Mutter aus einer alteingesessenen Mendener Familie. Es folgten drei jüngere Brüder. Der Vater wurde früh invalide, die Familie lebte in Armut. Elisabeth Nicolay musste schon früh arbeiten geben. Weil sie mehrfach nicht bei ihrem Dienstgeber, der Dynamit AG in Troisdorf, erschien, wurde sie Anfang der 1940er Jahre dreimal wegen Arbeitsvertragsbruchs zu mehreren Monaten Haft verurteilt. Eine vierte Strafe wegen desselben Delikts führte schließlich zu 10 Monaten Haft und anschließender Unterbringung in einem Arbeitshaus. Während ihres dortigen Aufenthalts wurde „Vorbeugungshaft“ verhängt, eine Maßnahme für Berufsverbrecher. Am 24. September 1944 wurde sie mit einem Sondertransport von Köln in das KZ Ravensbrück eingeliefert und 15 Tage später zur Zwangsarbeit in das Außenlager Dresden überstellt. Ihre Häftlings-Kategorie war „asozial“, sie musste den schwarzen Winkel tragen. Es folgten die Außenstellen Mockethal/Zatzschke (bei Pirna) und Königstein in der Sächsischen Schweiz, wo Elisabeth Nicolay am 18. April 1945 zuletzt lebend gesehen wurde. Sie wurde Ende 1967 vom Amtsgericht Siegburg für tot erklärt. Elisabeth Nicolay war nicht verheiratet und hatte keine Kinder. |

## Verlegedaten
- 6. November 2024: Siegstraße 79, Von-Galen-Straße 3

Die Verlegungen wurden von zwei Bürgern der Stadt, Kim-Joëlle Kaschub und Kai Baum, angeregt. Der Ausschuss für Kultur, Sport und Freizeit von Sankt Augustin stimmte am 9. November 2023 der vorgeschlagenen Verlegung einstimmig zu, ebenso am 7. Dezember 2023 der Rat der Stadt.